# Betty Wright
Bessie Regina Norris (Miami, 21 de dezembro de 1953 – Miami, 10 de maio de 2020), mais conhecida por seu nome artístico Betty Wright, foi uma cantora e compositora norte-americana de soul e R&B, que ganhou fama na década de 1970, com sucessos como "Clean Up Woman",  "Tonight Is the Night" e "No Pain No Gain". Ela também foi proeminente em relação ao uso de registro de apito.
Wright morreu em 10 de maio de 2020, de câncer, em sua casa em Miami. Ela tinha 66 anos e as notícias de sua morte foram anunciadas pela primeira vez por sua sobrinha. Dois dias antes, sua amiga, a cantora Chaka Khan fez um apelo no Twitter, dizendo: "Chamando todos os meus #PrayWarriors. Minha amada irmã, Betty Wright @MsBettyWright, agora precisa de todas as suas orações".